# Модесто
Модесто (на испански: Modesto) е град и окръжен център на окръг Станислос в щата Калифорния, САЩ.
Има население от 188 856 жители и обща площ от 93,1 км² (36 мили²). Модесто се намира на около 147 км (92 мили) на изток от Сан Франциско.

## Личности
Родени:
- Марк Шпиц, р. 10 февруари 1950 г., американски олимпийски шампион по плуване
- Джереми Ренър, р. 7 януари 1971 г., актьор и певец